# Syzeuctus minasensis
Syzeuctus minasensis là một loài tò vò trong họ Ichneumonidae.